# Grémillon (cours d'eau)
Pour les articles homonymes, voir Grémillon.
Le Grémillon est un ruisseau qui coule dans la région est de Nancy en Meurthe-et-Moselle, affluent de la Meurthe en rive droite et donc sous-affluent de la Moselle et appartenant au bassin versant du fleuve le Rhin.

## Géographie
De 5,8 km de longueur, il naît à 243 mètres d'altitude, au lieu-dit La Moissonnière[réf. nécessaire], près du lieu-dit l'Arbois, sur le territoire de la commune de Pulnoy, traverse Seichamps puis Essey-lès-Nancy et se jette dans la Meurthe à Saint-Max, à 202 mètres d'altitude, à hauteur du plan d'eau de la Méchelle, juste en face du quartier Rives de Meurthe de Nancy.
Trois bassins de rétention existent sur son cours, deux à Pulnoy (volumes de stockage de 4 000 et 13 000 mètres cubes) et un à Seichamps (1 500 m3).

### Communes et cantons traversés
Dans le seul département de Meurthe-et-Moselle, le Grémillon traverse les six communes suivantes, de l'amont vers l'aval, de Pulnoy (source), Seichamps, Essey-les-Nancy, Tomblaine, Saint-Max, Nancy (confluence).
En termes de cantons, le ruisseau de Grémillon prend source dans le canton du Grand Couronné et conflue dans le canton de Saint-Max, le tout dans l'arrondissement de Nancy.

### Bassin versant
Le ruisseau de Grémillon traverse une seule zone hydrographique La Meurthe du ruisseau de l'Étang (des Prés) au Grémillon (A693), de 2 917 km2 de superficie. Ce bassin versant est constitué à 49,82% de « forêts et milieux semi-naturels », à 43,40% de « territoires agricoles » et à 6,37 % de « territoires artificialisés ».

## Affluent
Le ruisseau de Grémillon n'a pas d'affluent référencé. Donc son rang de Strahler est de un.

## Hydrologie
Son bassin versant de 1217 hectares, outre les communes qu'il traverse, se situe aussi en partie sur les communes de Saulxures-lès-Nancy et Tomblaine. Situé en zone périurbaine, le Grémillon est sujet à de fréquents débordements et a fait l'objet de 2005 à 2008, en tant que « ruisseau pilote »,  d'études hydrologiques initiées par la CUGN, avec pour objectifs la valorisation de ce cours d'eau dans le paysage urbain, la prévention des risques d'inondation et la découverte de pistes pour l'étude et l'aménagement des autres ruisseaux de l'agglomération de Nancy.
Lors des épisodes orageux exceptionnels des 21 et 22 mai 2012, le Grémillon a occasionné de nombreux dégâts dans les communes qu'il traverse avec notamment un mort à Essey-les-Nancy. À la suite de cela la rivière qui était partiellement canalisée dans des buses souterraines sur le territoire de cette commune recouvre l'air libre et bénéficie à partir de 2017 d'un  ouvrage de rétention des crues de 15 000 m3 dans cette commune .